# Famechon (Somme)
Famechon is een gemeente in het Franse departement Somme (regio Hauts-de-France) en telt 173 inwoners (1999). De plaats maakt deel uit van het arrondissement Amiens. In de gemeente ligt spoorwegstation Famechon.

## Geografie
De oppervlakte van Famechon bedraagt 4,8 km², de bevolkingsdichtheid is 36,0 inwoners per km².
De onderstaande kaart toont de ligging van Famechon (Somme) met de belangrijkste infrastructuur en aangrenzende gemeenten.

## Demografie
Onderstaande figuur toont het verloop van het inwonertal (bron: INSEE-tellingen).